# Seznam latinskih zemljepisnih imen v Sloveniji
Seznam rimskih zemljepisnih imen na območju današnje Slovenije.

## Krajevna imena
| Rimska naselbina            | Današnje naselje                    | Vir   |
| --------------------------- | ----------------------------------- | ----- |
| Ad Malum                    | Jablanica (Občina Ilirska Bistrica) |       |
| Ad Pirum                    | Hrušica (Občina Ajdovščina)         |       |
| Aegida - Capris             | Koper                               |       |
| Atrans                      | Trojane                             |       |
| Carnium                     | Kranj                               |       |
| Colatio                     | Stari trg                           |       |
| Castrum ad Fluvium Frigidum | Ajdovščina                          |       |
| Castrum Bonae               | Koštabona                           |       |
| Celeia                      | Celje                               |       |
| Emona, Laybach              | Ljubljana                           | [ 1 ] |
| Halicanum                   | Lendava                             | [ 2 ] |
| Idria                       | Idrija                              | [ 1 ] |
| Insula                      | Izola                               |       |
| Longaticum                  | Logatec                             |       |
| Metulum                     | Metlika                             |       |
| Nauportus                   | Vrhnika                             |       |
| Neviodunum                  | Drnovo                              |       |
| Poetovio                    | Ptuj                                |       |
| Praetorium Latobicorum      | Trebnje                             |       |
| Pyrrhanum                   | Piran                               |       |
| Romula                      | Ribnica (Občina Brežice)            |       |
| Stridon                     | nekje na Krasu, morda na Hrvaškem   |       |
| Upellae                     | Velenje                             |       |
| Mons Gratiarum              | Ptujska Gora                        |       |

## Vodna imena
| Rimsko ime                       | Današnje ime      |
| -------------------------------- | ----------------- |
| Aesontius fluvius                | Soča              |
| Argaon fluvius                   | Dragonja          |
| Colapis fluvius                  | Kolpa             |
| Corcoras fluvius                 | Krka              |
| Lacus Lugeon Lacus Zirchnicensis | Cerkniško jezero  |
| Dravus fluvius                   | Drava             |
| Formio fluvius                   | Rižana            |
| Frigido fluvius                  | Vipava ali Hubelj |
| Murius fluvius                   | Mura              |
| Savus fluvius                    | Sava              |

## Gorska imena
| Rimsko ime           | Današnje ime | Vir         |
| -------------------- | ------------ | ----------- |
| Mons Ocra Mons Nanos | Nanos        | [ 3 ] [ 1 ] |
| Mons Claudius        | Donačka gora | [ 4 ]       |
| Mons Albus           | Snežnik      |             |
| Mons Grindoviz       | Grintovec    | [ 1 ]       |